# Chañe
Chañe település Spanyolországban, Segovia tartományban. Chañe Cuéllar, Samboal, Fresneda de Cuéllar, Remondo, Íscar, Mata de Cuéllar és Vallelado községekkel határos. Lakosainak száma 741 fő (2024).

## Népesség
A település népessége az elmúlt években az alábbi módon változott:
| Lakosok száma | 715  | 710  | 766  | 818  | 946  | 904  | 813  | 736  | 703  | 741  |
|               | 2001 | 2004 | 2007 | 2009 | 2012 | 2014 | 2017 | 2019 | 2022 | 2024 |